# Tigran Keosajan
Tigran Edmondovich Keosajan (Mosca, 4 gennaio 1966) è un attore e regista sovietico, russo dal 1991, di origine armena.
È stato sanzionato dall'Unione europea in quanto figura vicina al governo di Vladimir Putin.

## Vita privata
È sposato con la giornalista Margarita Simon'jan, propagandista del regime di Putin e direttrice di Russia Today. Keosayan soffre di una patologia cardiaca di lunga data e ha subito attacchi di cuore nel 2008 e nel 2010. Nel gennaio 2025, Margarita Simonyan ha affermato che Keosayan è stato dichiarato morto clinicamente ed è in coma.

## Filmografia parziale

### Regista
- Prezident i ego vnučka (1999)
- Landyš serebristyj (2000)
- Zajac nad bezdnoj (2006)